# Mont des Cats

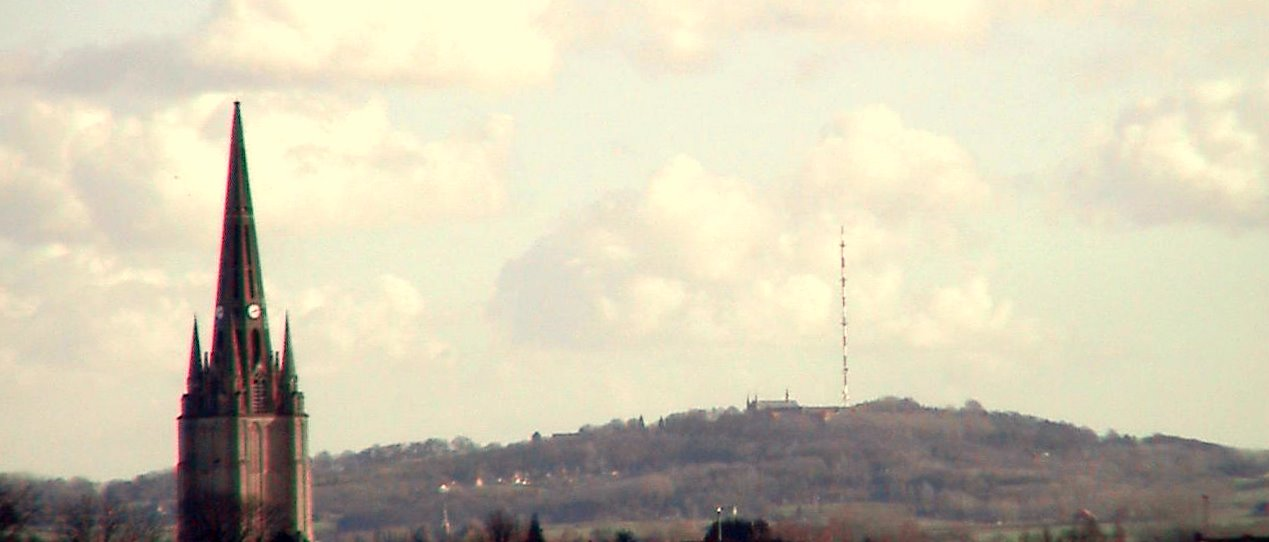
Il monte visto da Steenvoorde

Il Mont des Cats (chiamato in olandese Katsberg) è un'elevazione situata sul territorio di Godewaersvelde, nelle Fiandre francesi (regione dell'Alta Francia). La sua altitudine è di 164 m.
Vi si trovano:
- un'abbazia trappista dove si produce il formaggio omonimo e omonima birra;
- antenne radio-televisive (la più alta raggiunge i 200m d'altezza);
- festa tradizionale di Saint-Hubert (terza domenica d'ottobre).

## Origine del nome
Il nome non ha nulla a che fare con i gatti, ma deriva dal nome di una tribù germanica nota con il nome di Catti (francese: Chattes; olandese: Chatten), che abitò quest'area dopo la caduta dell'Impero romano d'Occidente (V secolo). Si crede che il nome olandese stia anche alla base del toponimo della città di Katwijk.